# Кацаров, Гаврил
Гаврил Илиев Каца́ров (4.10.1874, Копривштица – 4.6.1958, София) — болгарский историк, классический филолог и археолог. Ректор Софийского университета. Директор Национального археологического музея и Болгарского археологического института.

## Биография
Гаврил Кацаров родился 4 октября 1874 года в городе Копривштица. В 1899 году окончил с докторской степенью Лейпцигский университет. Затем работал в Берлине и Мюнхене (1901-1902) и Италии (1906).
После возвращения в Болгарию начал работать преподавателем в Первой мужской гимназии в Софии, а затем в Высшем училище. Доцент с 1900 года, экстраординарный профессор с 1904 года, профессор с 1910 года. Декан историко-филологического факультета с 1915 по 1918 год и ректор университета с 1927 по 1928 год.
В последующие два года был директором Народного археологического музея в Софии. Основатель и член учёного совета Болгарского археологического института (1920). Избран директором после отставки Богдана Филова в марте 1940 года.
Действительный член (академик) Академии наук Болгарии с 1909 года. Действительный член Румынской академии наук (1936) и Австрийской академии наук (1939). Участник зарубежных компаний и институтов.
Гаврил Кацаров — брат генерал-майора Димитра Кацарова.